# Borgo Tossignano
Borgo Tossignano là một đô thị ở tỉnh Bologna vùng Emilia-Romagna của Ý, có vị trí khoảng 30 km về phía đông nam của Bologna. Tại thời điểm ngày 31 tháng 12 năm 2004, đô thị này có dân số 3.259 người và diện tích là 29,1 km².
Borgo Tossignano giáp các đô thị sau: Casalfiumanese, Casola Valsenio, Fontanelice, Imola, Riolo Terme.